# Steven Eckholdt
Steven A. Eckholdt, född 6 september 1961 i Los Angeles, Kalifornien, är en amerikansk skådespelare. Eckholdt har bland annat medverkat i tv-serier som Lagens änglar, Melrose Place, Providence, Vita huset och The L Word samt filmen Kärleksbrev. I Vänner spelar han Mark Robinson som ordnar ett jobb på Bloomingdale's åt Rachel.

## Filmografi i urval
- 1986 – Kärlek ombord (TV-serie)
- 1986 – Härom natten
- 1986 – Tillbaka till verkligheten
- 1988 – For Keeps
- 1988 – 14, snart 30! (TV-film)
- 1989 – Hunter (TV-serie)
- 1989 – Baywatch (TV-serie)
- 1990 – Matlock (TV-serie)
- 1990 – 21 Jump Street (TV-serie)
- 1991 – Rättvisans män (TV-serie)
- 1991–1994 – Lagens änglar (TV-serie)
- 1993–1994 – Melrose Place (TV-serie)
- 1993 – Brev från Vietnam (TV-film)
- 1997 – Ellen (TV-serie)
- 1997 – Advokaterna (TV-serie)
- 1997-2004 – Vänner (TV-serie)
- 1998 – Jag vet vad du gjorde (TV-film)
- 1999 – Kärleksbrev
- 1999-2001 – It's Like, You Know... (TV-serie)
- 2001 – Providence (TV-serie)
- 2001 – Min för evigt (TV-film)
- 2003–2006 – Vita huset (TV-serie)
- 2004 – Desperate Housewives (TV-serie)
- 2005 – Las Vegas (TV-serie)
- 2005 – NCIS (TV-serie)
- 2005 – CSI: Miami (TV-serie)
- 2006 – Boston Legal (TV-serie)
- 2006–2007 – The L Word (TV-serie)
- 2009 – Cold Case (TV-serie)
- 2010 – CSI: Crime Scene Investigation (TV-serie)
- 2010 – 2 1/2 män (TV-serie)
- 2012 – Castle (TV-serie)
- 2013 – Bones (TV-serie)
- 2015 – Rizzoli & Isles (TV-serie)